# Патримониализм
Патримониали́зм — форма правления, при которой вся власть находится в руках верховного правителя: отдельного лица (автократия) или ограниченной группы лиц (олигархия).
Все другие классы общества, включая высший и средний классы, к власти не допускаются либо отсутствуют как таковые. Власть верховного правителя или правящей группы, как правило, ничем не ограничена.

## История
Патримониальная система управления исторически связана с патриархальным образом правления, то есть самой ранней системой общественной организации, в основе которой лежит идея общества как одной большой семьи и личной связи между правителем и сообществом. Патриархальная организация во главе с вождем наблюдается у многих первобытных народов, поэтому переход от патриархальной к патримониальной системе является, вероятно, повсеместно распространённым историческим процессом. Как правило, переход от патриархальной к патримониальной системе происходит в процессе расширения территории, занимаемой тем или иным народом, и является характерным для всех сельскохозяйственных (оседлых) цивилизаций вообще и, в особенности, — ирригационного типа.

## Основные свойства
Правитель может действовать как в одиночку, так и совместно с узкой группой элиты. Несмотря на неограниченные полномочия, правитель не рассматривается как тиран. Правление может быть как прямым, так и опосредованным. В первом случае все вопросы государственного управления решаются лично правителем и контролируются узкой группой приближённых. Во втором к решению политических вопросов допускаются представители элит, включая военных. Зачастую происходит обожествление правителя.
Правитель имеет возможность принимать любые решения; ограничения для власти незначительны либо отсутствуют вовсе. Общественные группы, способные ограничить власть правителя, отсутствуют; единственная возможность изменить порядок правления заключается в выдвижении нового патримониального правителя.
Во многих случаях вся страна или её значительная часть рассматривается как собственность правителя. Правитель также обладает всей полнотой законодательной власти; какие-либо законы, ограничивающие власть правителя, отсутствуют, за исключением традиций этикета и представлений о чести.

## Примеры и мнения
- Французский философ Жан Боден, заложивший основы современной теории суверенитета, в своём труде «Шесть книг о государстве» (Париж, 1576) упоминает тип монархии, которую он называет seigneurial, при которой монарх является собственником всей страны. По мнению Бодена, такой вид монархии был типичен для Азии и Африки; в современной же ему Европе, как считал Боден, существовало только два государства такого типа: Турция и Московия[2].
- Немецкий социолог Макс Вебер считал патримониализм формой традиционной власти, изначально основанной на власти отца в семье. По Веберу, патримониальные государства являются расширением принципа патриархальности на всю систему социальных отношений.
- Американский историк Ричард Пайпс определяет патримониализм как систему, при которой право суверенитета и право собственности сливаются воедино; при этом политическая власть принимает те же формы, что и распоряжение собственностью[3]. По мнению Пайпса, российская государственность с XII в. по 1917 г. носила патримониальный характер[4].